# IBM Airline Control Program
IBM Airline Control Program (ACP) était un système d'exploitation développé par IBM à partir de 1965. Au contraire des autres systèmes de réservation informatique pour vols d'avion de l'époque, ACP pouvait tourner sur la plupart des modèles System/360.
Son développement a débuté avec SABRE (Semi-Automatic Business Research Environment), Deltamatic et PANAMAC. Ces trois systèmes ont permis de mettre au point le Programmed Airline Reservation System (PARS : « Système programmé de réservation pour compagnie aérienne »). En 1969, la partie contrôle, ACP, fut séparée de PARS, ce dernier gardant les fonctions pour traiter les réservations et le maintien des données.
En décembre 1979, ACP est devenu ACP/TPF, puis Transaction Processing Facility (TPF). En effet, ce programme fut adapté pour servir d'autres clientèles que les compagnies aériennes, tels que des sociétés de crédit (comme American Express), des hôtels, des courtiers en location de voiture (comme Avis), des services d'urgence (9-1-1) et des sociétés de livraison de colis (comme FedEx).